# Depot von Bečov
Das Depot von Bečov (auch Hortfund von Bečov) ist ein Depotfund der frühbronzezeitlichen Aunjetitzer Kultur aus Bečov im Ústecký kraj, Tschechien. Es datiert in die Zeit zwischen 2000 und 1800 v. Chr. Das Depot befindet sich heute im Nationalmuseum in Prag.

## Fundgeschichte
Das Depot wurde vor 1900 entdeckt, die genauen Fundumstände sind unbekannt.

## Zusammensetzung
Das Depot besteht aus zwei bronzenen Armspiralen und einem Randleistenbeil. Die Bänder, aus denen die Armspiralen gefertigt wurden, haben einen linsenförmigen Querschnitt mit einer Länge von 6 mm und einer Breite von 3 mm. Die beiden Spiralen sind leicht facettiert. Bei beiden ist jeweils ein Ende neuzeitlich abgebrochen. Auf dem Randleistenbeil sind auf beiden Seiten deutliche Bearbeitungsspuren von einem Hammer zu erkennen.